# هودوري
هودوروي (الكورية: 호돌이) هي تعويذة ببر وكانت التعويذة الرسمية لدورة الألعاب الأولمبية الصيفية 1988 في سيئول في كوريا الجنوبية، تم تصميمها من قبل الكوري كيم هيون، وهودوري هو تعويذة ببر سيبيري وألذي يرمز للصداقة والرأفة عند الكوريين.